# US Open 1969
Die 89. US Open 1969 waren ein Tennis-Rasenplatzturnier der Klasse Grand Slam, das von der ITF veranstaltet wurde. Es fand vom 28. August bis 7. September 1969 in Forest Hills, New York, Vereinigte Staaten statt.
Das Turnier wurde von den Spielern aus Australien dominiert. Bei dem Herren kam es zu einem rein australischen Finale. Die Australierin Margaret Court sicherte sich die Titel im Dameneinzel und an der Seite des US-Amerikaners Marty Riessen im Mixed-Doppel. Auch der Titel im Herrendoppel ging auf den fünften Kontinent.

## Herreneinzel
Rod Laver galt bei den US Open 1969 als klarer Favorit auf den Titel, nachdem er bereit die Australian Open, die French Open und das Turnier in Wimbledon gewinnen konnte. Bis zum Achtelfinale gegen Dennis Ralston gab er keinen Satz ab und musste in diesem Match über fünf Sätze gehen. Im Viertelfinale besiegte er Roy Emerson in vier Sätzen mit 4:6, 8:6, 13:11 und 6:4. Im Halbfinale traf er auf Vorjahressieger Arthur Ashe, gegen den er sich mit 8:6, 6:3 und 14:12 durchsetzte.
Lavers Finalgegner war der drittgesetzte Tony Roche, der sich u. a. gegen Bob Lutz und Earl Buchholz durchsetzen musste. Im Halbfinale traf er auf seinen zweitgesetzten Landsmann John Newcombe, gegen den er in fünf Sätzen gewann. Im australischen Finale gewann Laver in vier Sätzen mit 7:9, 6:1, 6:2 und 6:2.
Durch seinen Triumph bei den US Open gelang Laver nach 1962 zum zweiten Mal ein Grand Slam.
Setzliste
| Nr. | Spieler        | Erreichte Runde |
| --- | -------------- | --------------- |
| 01. | Rod Laver      | Sieg            |
| 02. | John Newcombe  | Halbfinale      |
| 03. | Tony Roche     | Finale          |
| 04. | Arthur Ashe    | Halbfinale      |
| 05. | Tom Okker      | 1. Runde        |
| 06. | Ken Rosewall   | Viertelfinale   |
| 07. | Clark Graebner | 2. Runde        |
| 08. | Cliff Drysdale | 1. Runde        |

| Nr. | Spieler         | Erreichte Runde |
| --- | --------------- | --------------- |
| 09. | Roy Emerson     | Viertelfinale   |
| 10. | Fred Stolle     | Viertelfinale   |
| 11. | Andrés Gimeno   | Achtelfinale    |
| 12. | Stan Smith      | 2. Runde        |
| 13. | Pancho Gonzales | Achtelfinale    |
| 14. | Manuel Santana  | Achtelfinale    |
| 15. | Marty Riessen   | Achtelfinale    |
| 16. | Dennis Ralston  | Achtelfinale    |

## Dameneinzel
Setzliste
| Nr. | Spielerin        | Erreichte Runde |
| --- | ---------------- | --------------- |
| 01. |                  |                 |
| 02. | Margaret Court   | Sieg            |
| 03. | Billie Jean King | Viertelfinale   |
| 04. | Julie Heldman    | Viertelfinale   |

| Nr. | Spielerin      | Erreichte Runde |
| --- | -------------- | --------------- |
| 05. | Virginia Wade  | Halbfinale      |
| 06. | Nancy Richey   | Finale          |
| 07. | Rosie Casals   | Halbfinale      |
| 08. | Kerry Melville | 1. Runde        |

## Herrendoppel
Setzliste
| Nr. | Paarung                  | Erreichte Runde |
| --- | ------------------------ | --------------- |
| 01. | John Newcombe Tony Roche | Viertelfinale   |
| 02. | Tom Okker Marty Riessen  | Halbfinale      |
| 03. | Bob Lutz Stan Smith      | Achtelfinale    |
| 04. | Roy Emerson Rod Laver    | Halbfinale      |

| Nr. | Paarung                      | Erreichte Runde |
| --- | ---------------------------- | --------------- |
| 05. | Ken Rosewall Fred Stolle     | Sieg            |
| 06. | Arthur Ashe Clark Graebner   | 2. Runde        |
| 07. | Cliff Drysdale Roger Taylor  | Achtelfinale    |
| 08. | Pancho Gonzales Ron Holmberg | 2. Runde        |

## Damendoppel
Setzliste
| Nr. | Paarung                       | Erreichte Runde |
| --- | ----------------------------- | --------------- |
| 01. | Rosie Casals Billie Jean King | Halbfinale      |
| 02. | Françoise Dürr Darlene Hard   | Sieg            |
| 03. | Margaret Court Virginia Wade  | Finale          |
| 04. | Patti Hogan Peggy Michel      | Achtelfinale    |

## Mixed
Setzliste
| Nr. | Paarung                      | Erreichte Runde |
| --- | ---------------------------- | --------------- |
| 01. | Roy Emerson Billie Jean King | Achtelfinale    |
| 02. | Marty Riessen Margaret Court | Sieg            |
| 03. | Ray Ruffels Karen Krantzcke  | 2. Runde        |
| 04. | Dick Crealy Virginia Wade    | Viertelfinale   |

| Nr. | Paarung                       | Erreichte Runde |
| --- | ----------------------------- | --------------- |
| 05. | Dennis Ralston Françoise Dürr | Finale          |
| 06. | Torben Ulrich Julie Heldman   | Halbfinale      |
| 07. | John Alexander Darlene Hard   | Achtelfinale    |
| 08. | Bob Carmichael Kerry Harris   | Achtelfinale    |